# Rosa Vestit i Villegas
Rosa Vestit i Villegas (Sant Quirze de Besora, Osona, 1969) és una política catalana. Va ser alcaldessa de Sant Quirze de Besora des de 2011 fins al 2018 i cap de llista de Convergència i Unió al municipi des de 2007. Va ser Directora General de l'Administració Local de 2018 a 2021 i delegada del Govern de la Generalitat a la Catalunya Central de 2021 a 2022. Va ser assessora del grup polític Junts per Catalunya a la Diputació de Barcelona. i actualment és secretària general de l'Associació Catalana de Municipis